# تجانف

مثال توضيحي لحالتي تجانف موجب وسالب

التجانف (بالإنجليزية: Skewness) أو معامل التجانف أو معامل اللاتماثل، في الإحصاء الوصفي ونظرية الاحتمالات هو مؤشر لقياس درجة واتجاه لا تماثل دالة التوزيع الاحتمالي لمتغير عشوائي حقيقي.
إلى جانب معامل التفرطح (Kurtosis)، يعتبر من أهم المعالم الشكلية للتوزيع الاحتمالي، والتي تمكن إلى جانب معالم النزعة المركزية والتشتت الإحصائي من فهم بنية المتغيرات والبيانات الإحصائية.
إذا كان اللاتماثل مائلا جهة اليمين يكون المعامل سالبا وموجبا في حالة دالة توزيع مركزة جهة اليسار. في حالة التماثل (كما في حالة التوزيع الطبيعي، يكوم المعامل منعدما).
معامل التجانف هو كمية لابعدية.

## تجانف فيشر
باعتبار متغير عشوائي حقيقي {\displaystyle X} بمتوسط {\displaystyle \mu } وانحراف معياري {\displaystyle \sigma }، معامل فيشر للتجانف للمتغير {\displaystyle X} هو العزم من الرتبة الثالثة للتحويلة المعيارية ل {\displaystyle X}:
{\displaystyle \gamma _{1}=\mathbb {E} \left[\left({\frac {X-\mu }{\sigma }}\right)^{3}\right]} وهو يساوي : {\displaystyle \gamma _{1}={\frac {\mu _{3}}{\mu _{2}^{\ 3/2}}}} مع {\displaystyle \mu _{i}} العزم من الرتبة {\displaystyle i} للمتغير {\displaystyle X}.

### المقدر
في حالة التوزيع الطبيعي، مقدر التجانف، بدون انحياز، هو:
{\displaystyle G_{1}={\frac {n^{2}}{(n-1)(n-2)}}{\frac {{\frac {1}{n}}\sum _{i=1}^{n}(x_{i}-{\hat {\bar {x}}})^{3}}{({\hat {\sigma ^{2}}})^{3/2}}}}
باعتبار {\displaystyle {\hat {\bar {x}}}} و{\displaystyle {\hat {\sigma }}^{2}} المقدرين، بدون انحياز، على التوالي للقيمة المتوقعة وتباين المتغير {\displaystyle X}.

## معاملات بيرسون
توجد قياسات أخرى للتجانف، منسوبة لكارل بيرسون، وهي أسهل حسابيا نسبيا، ولا تستعمل العزوم في صيغها.

### معامل بيرسون الأول للتجانف
{\displaystyle S_{p}^{1}={\frac {{\overline {X}}-X_{m}}{\sigma }}} بحيث {\displaystyle {\overline {X}}} هو المتوسط و{\displaystyle X_{m}} هو المنوال الإحصائي و{\displaystyle \sigma } هو الانحراف المعياري.

### معامل بيرسون الثاني للتجانف
{\displaystyle S_{p}^{2}=3{\frac {{\overline {X}}-m_{X}}{\sigma }}} بحيث {\displaystyle {\overline {X}}} هو المتوسط و{\displaystyle m_{X}} هو الوسيط الإحصائي و{\displaystyle \sigma } هو الانحراف المعياري.